# Andinoacara
Andinoacara là một chi cá nước ngọt trong họ Cichlidae. Chi này được mô tả năm 2009. 

## Các loài
Hiện hành có 08 loài được ghi nhận trong chi này
- Andinoacara biseriatus (Regan, 1913)
- Andinoacara blombergi Wijkmark, S. O. Kullander & Barriga S., 2012[2]
- Andinoacara coeruleopunctatus (Kner, 1863)
- Andinoacara latifrons (Steindachner, 1878) (Platinum acara)
- Andinoacara pulcher (Gill, 1858) (Blue acara)
- Andinoacara rivulatus (Gunther, 1860) (Green terror)
- Andinoacara sapayensis (Regan, 1903) (Sapayo cichlid)
- Andinoacara stalsbergi Musilová, I. Schindler & Staeck, 2009[5]